# Parauxa tenuis
Parauxa tenuis là một loài bọ cánh cứng trong họ Cerambycidae.